# Кабанка (Челябинская область)
Кабанка — село в Увельском районе Челябинской области России. Входит в состав Каменского сельского поселения.

## География
Село находится в восточной части Челябинской области, в лесостепной зоне, на правом берегу реки Кабанки, на расстоянии примерно 17 километров (по прямой) к западу от посёлка Увельского, административного центра района. Абсолютная высота — 239 метров над уровнем моря.
Часовой пояс
Село Кабанка, как и вся Челябинская область, находится в часовой зоне МСК+2. Смещение применяемого времени относительно UTC составляет +5:00.

## Население
| 2002 | 2010 |
| ---- | ---- |
| 213  | ↘183 |

Гендерный состав
По данным Всероссийской переписи населения 2010 года в гендерной структуре населения мужчины составляли 44,3 %, женщины — соответственно 55,7 %.
Национальный состав
Согласно результатам переписи 2002 года, в национальной структуре населения русские составляли 89 %.

## Улицы
Уличная сеть села состоит из пяти улиц.